# Pfarrkirche Donnerskirchen

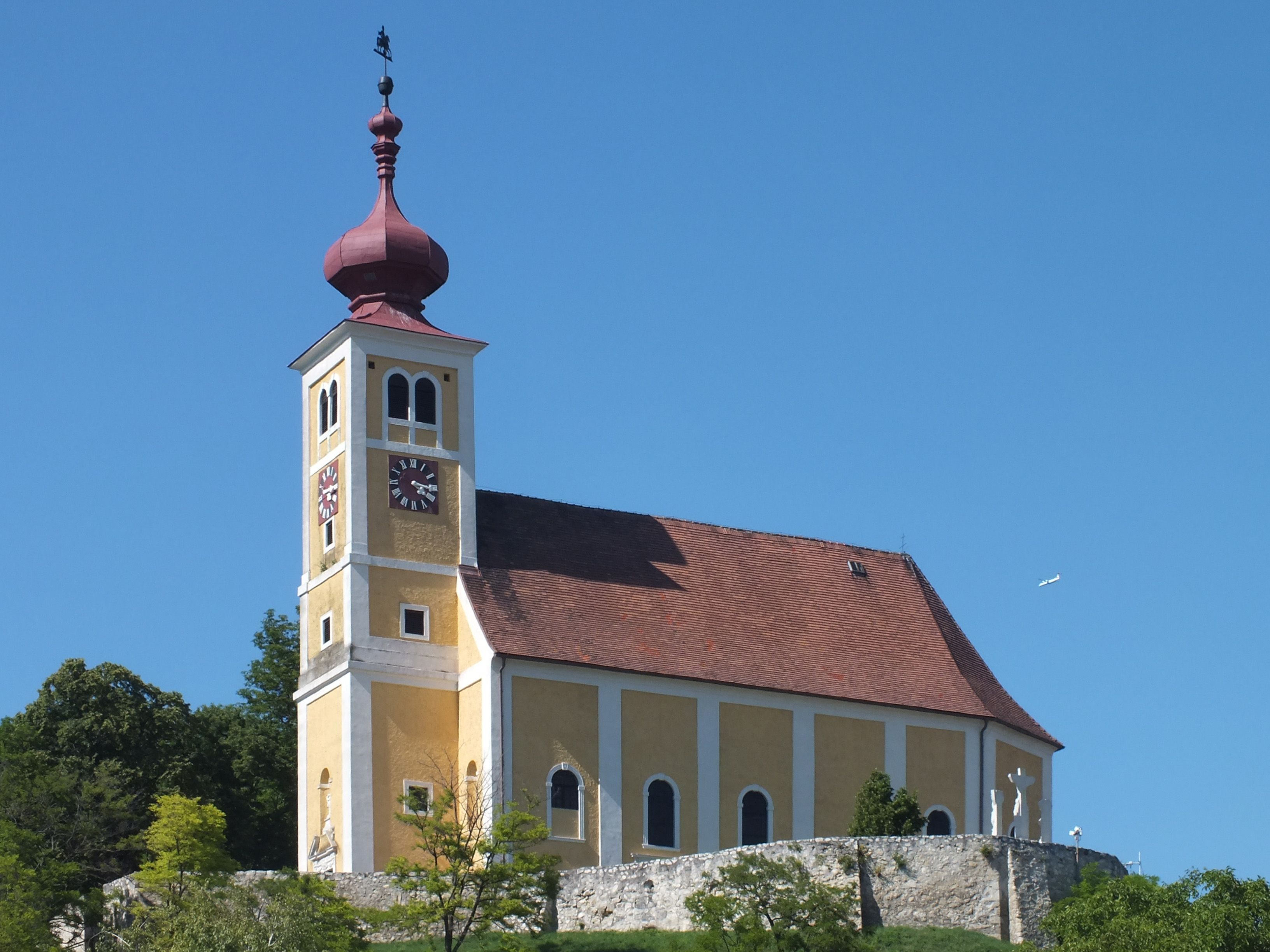
Katholische Pfarrkirche hl. Martin in Donnerskirchen

Die römisch-katholische Pfarrkirche Donnerskirchen steht in beherrschender Höhenlage auf einer wehrhaften Terrasse hoch über dem Ort in der Marktgemeinde Donnerskirchen im Bezirk Eisenstadt-Umgebung im Burgenland. Die dem heiligen Martin von Tours geweihte Pfarrkirche gehört zum Dekanat Eisenstadt-Rust in der Diözese Eisenstadt. Die Kirche steht unter Denkmalschutz.

## Architektur
Der vorgesetzte viergeschoßige Westturm mit Uhr und Schallöffnungen trägt einen Zwiebelhelm. An das fünfjochige Langhaus schließt sich der Chor mit einem Dreiachtelschluss an. Die Gesamtlänge der Kirche beträgt etwa 35 Meter. Die gelbe Fassadenfarbe ist durch weiße Faschen gegliedert. Ein Treppentürmchen mit gotischen Schlitzfenstern und die zweigeschoßige Sakristei sind nördlich angebaut. Das Westportal mit einem Sprenggiebel zeigt plastischen Schmuck mit Fruchtgehänge und einem Cherubskopf. In einer Rundbogennische darüber steht die Steinfigur des hl. Martin mit der Stiftungsinschrift 1739 im Sockel.
Das einschiffige Langhaus hat ein Tonnengewölbe mit Stichkappen. Der gemauerte Musikchor ruht auf zwei toskanischen Säulen. 

## Ausstattung

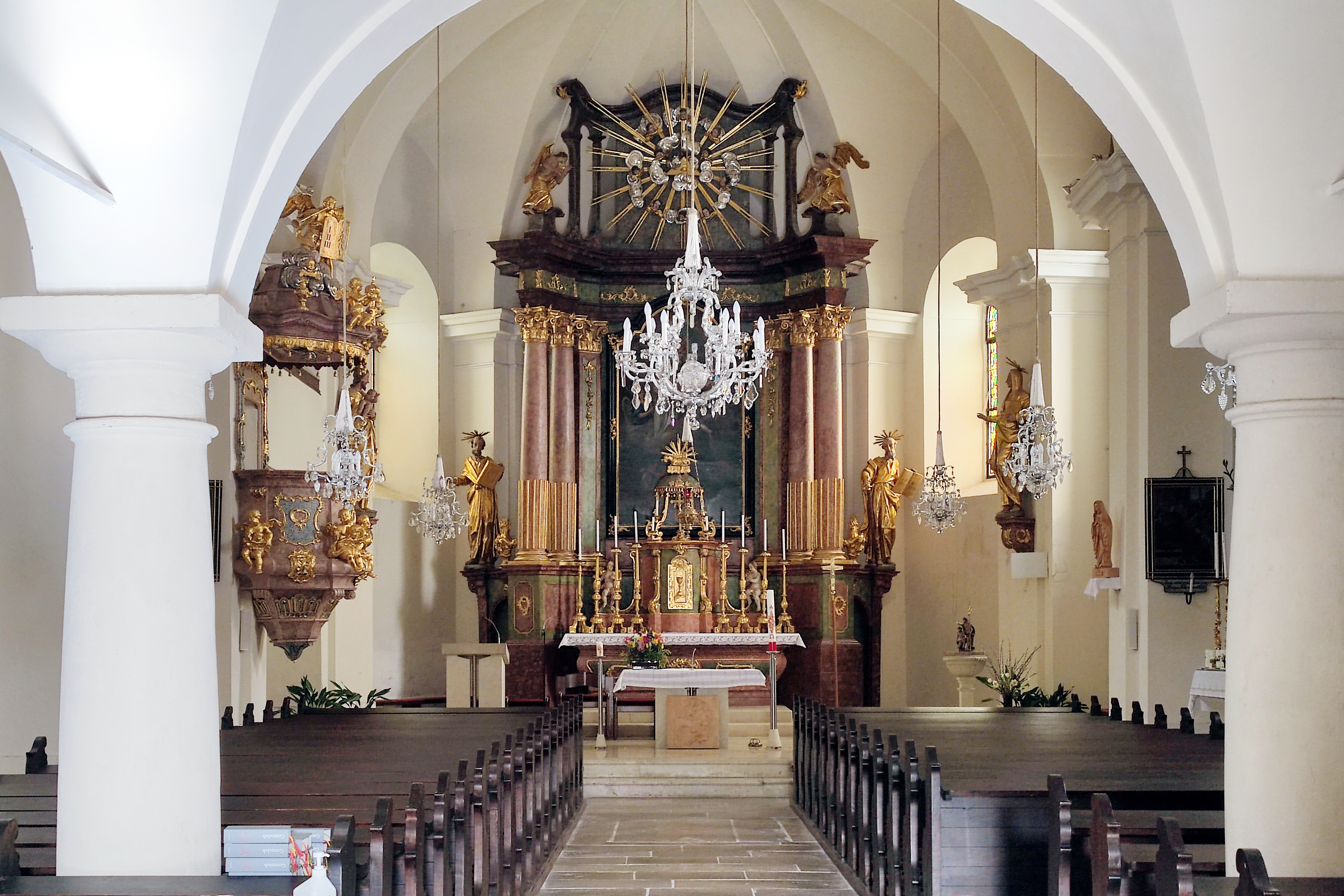
Katholische Pfarrkirche hl. Martin: Innenraum

Der Hochaltar vom Anfang des 18. Jahrhunderts zeigt zwischen zwei Säulenpaaren im Altarblatt die Himmelfahrt des hl. Martin im Bischofsornat und im Hintergrund die Geschichte der Mantelteilung. Neben den Säulen stehen die Figuren der der hll. Petrus und Paulus. Am Übergang vom Chor zum Langhaus stehen an den Wandpfeilern die Figuren Josephs und der hl. Anna.
Der linke Seitenaltar zeigt ein angeblich aus dem 17. Jahrhundert stammendes Altarbild der Krönung Mariens und die Holzfiguren der hll. Sebastian und Rochus. Auf dem Retabelbild des rechten Seitenaltars ist der hl. Andreas dargestellt, flankiert von den Holzfiguren der hll. Antonius und Theresia. Die Kanzel von 1770 trägt auf dem Schalldeckel einen Engel mit den Evangelistensymbolen und ist mit zahlreichen Putti verziert.
Die Orgel stammt von 1837 von Philipp König. Sie wurde 1911 nach einem Brand wiederhergestellt bzw. erweitert. Sie besitzt 16 Register, zwei Manuale und ein Pedal.
Die Kirche hat ein Geläute von vier Glocken in den Tönen ges1, b1, des2 und es2, die 1947 von Pfundner in Wien gegossen wurden, nachdem die früheren drei von 1748 im Ersten Weltkrieg eingeschmolzen worden waren. Weiter gibt es eine Sterbeglocke mit dem Ton a2, die 1747 von Jakob Montell in Wiener Neustadt gegossen wurde.

## Umgebung

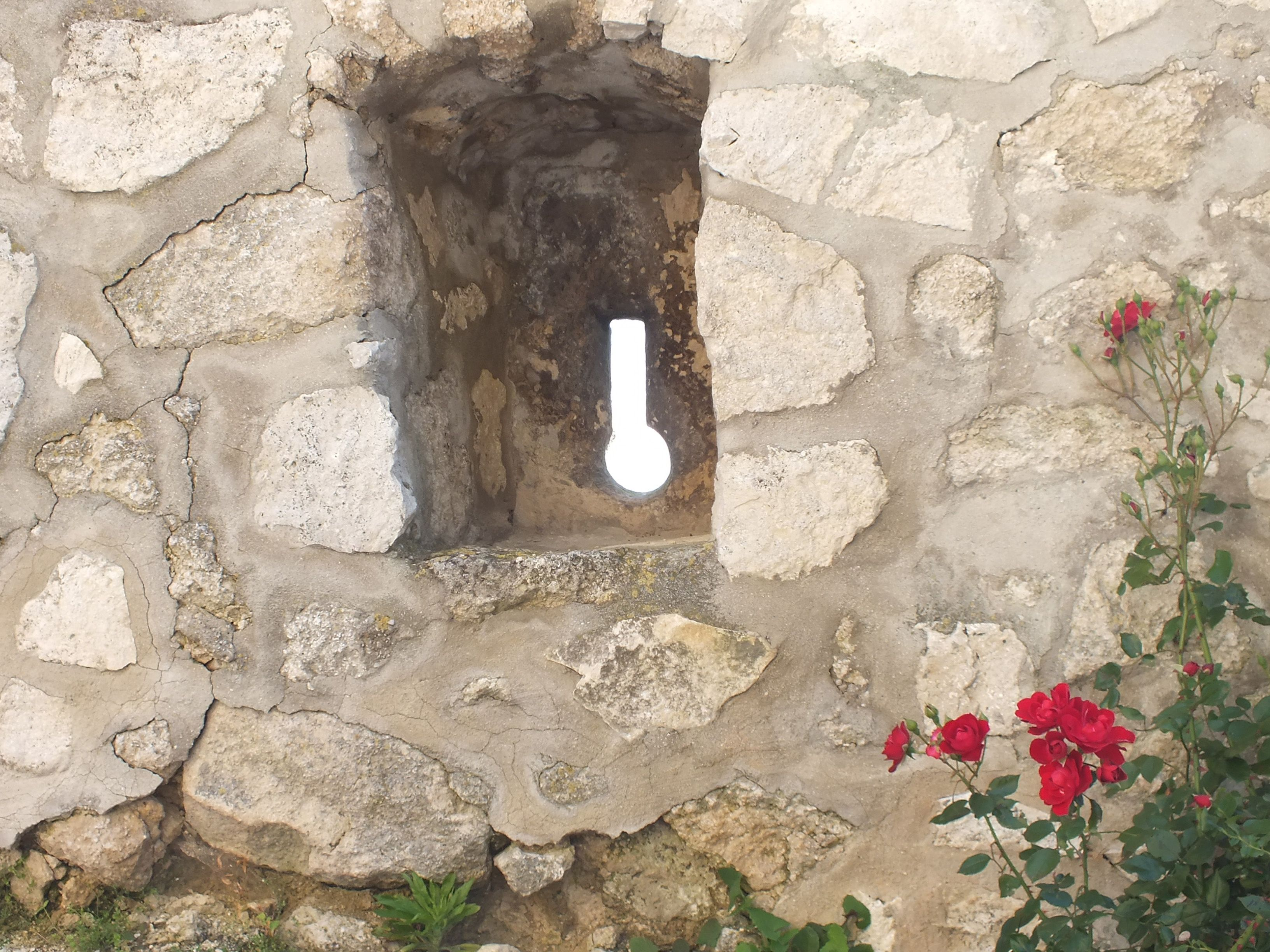
Schießscharte in der Wehrmauer
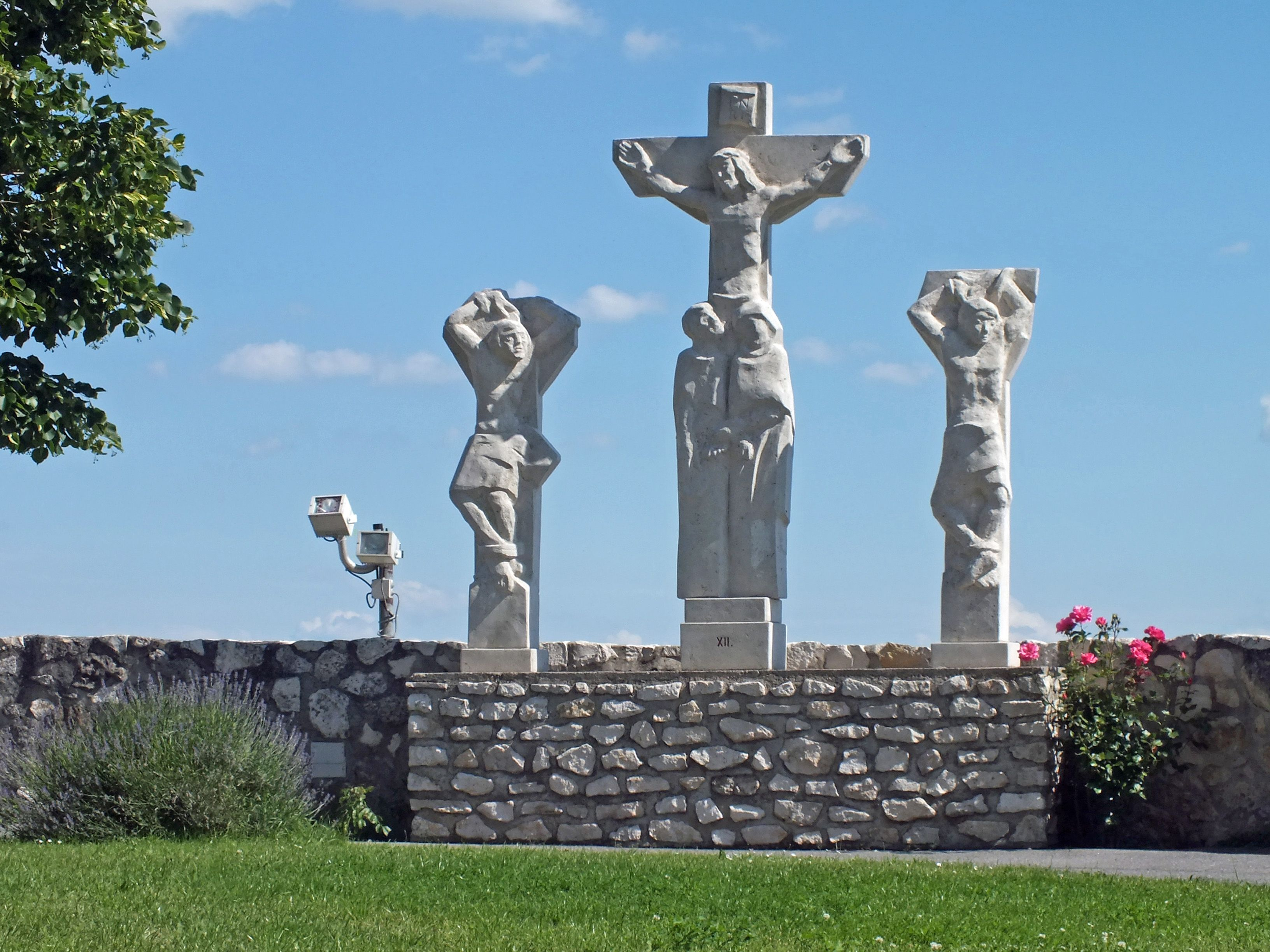
Kreuzigungsgruppe

Das Kirchengelände ist von einer Wehrmauer umgeben. Wenn die Ortsbewohner im Verteidigungsfalle in der Kirche Schutz suchten, musste diese verteidigt werden. Dazu sind in der Mauer Schießscharten angebracht.
1992 beschloss die Kirchgemeinde, auf dem Anstieg zur Kirche einen Kreuzweg anzulegen. Der österreichische Bildhauer Thomas Resetarits (1939–2022) wurde mit der Anfertigung beauftragt. Er schuf die vierzehn lebensgroßen Stationsbildnisse aus Kalkstein aus Mannersdorf am Leithagebirge. 1994 wurde der Kreuzweg eingeweiht. Er wurde je zur Hälfte aus öffentlichen Mitteln und aus anonymen Spenden finanziert.
Nach Süden steht an der Wehrmauer eine Kreuzigungsgruppe. Sie ist die zwölfte Station des Kreuzwegs.

## Geschichte
Eine Pfarre wurde für Donnerskirchen erstmals 1437 urkundlich genannt, 1454 tauchte der erste Name eines Pfarrers auf. Von 1577 bis 1638 war der Ort evangelisch. Dann folgte die Zeit der Gegenreformation. Über das erste Kirchengebäude ist wenig bekannt, Beschreibungen nach ein romanischer Bau mit flacher Holzdecke gotische Apsis. Es ist anzunehmen, dass es bedeutend kleiner war als das heutige. 1641 heißt es dazu „Steinturm mit Uhr, 2 Glocken, zwei Altäre, Bild des Hl. Martin, Patronatsherr Baron Christoph Laisser“. 1674 wird die Kirche als „in schlechtem Zustand“ bezeichnet.
1653 hatte Paul Esterházy (1635–1713) den Leisserhof in Donnerskirchen erworben und war Patronatsherr der Kirche geworden. Auf seine Kosten und mit dem Ergebnis von Spendenaktionen der Gemeinde wurde 1676 die alte Kirche abgerissen und noch im gleichen Jahr unter Verwendung alten Mauerwerks der heutige Barockbau errichtet. Die Weihe erfolgte am 7. April 1680 durch Kardinal Leopold Kolonitz (1631–1707).
Im Türkenjahr 1683 hat die Kirche bis auf einen von deutschen kaiserlichen Soldaten gestohlenen Silberkelch keinen Schaden erlitten. Durch Spenden von Donnerskirchner Familien konnte das Gotteshaus hinsichtlich seiner Innenausstattung als auch am Äußeren immer wieder verschönert werden, so zum Beispiel 1739 durch die Martinsstatue über dem Portal.
Renovierungen fanden 1872 und 1912 statt. Bei der Renovierung 1970 wurde vom ehemals weißen Außenanstrich auf das Schönbrunner Gelb gewechselt. Auf die alte weiße Farbe weisen noch das Ortswappen sowie der ungarische und der kroatische Name von Donnerskirchen hin, auf Deutsch beide Male Weißenkirche. Bei der Innenraumrenovierung 1973/1974 kamen alte Wandmalereien zutage.